# Matías Ibáñez
Matías Alejandro Ibáñez Basualdo (Ciudad Evita, 16 de diciembre de 1986) es un futbolista argentino que se desempeña como arquero. Su actual equipo es Olimpo de la Torneo Federal A de Argentina.

## Trayectoria
Ibáñez hizo su debut profesional en la última fecha del Torneo Clausura 2011 jugando para Olimpo, entrando como suplente por la lesión del capitán y arquero titular Laureano Tombolini. Este partido ante Quilmes fue decisivo, ya que el club de Bahía Blanca mantuvo la categoría en Primera División de Argentina.
Tras descender con Olimpo de Bahía Blanca a la Primera B Nacional en 2012, su club acordó con el Club Atlético San Lorenzo de Almagro un trueque entre él y Nereo Champagne, por el cual ambos arqueros pasaron a préstamo a la otra institución por un año. Finalizado el préstamo, el Club Atlético San Lorenzo de Almagro no hizo uso de su opción de compra e Ibáñez regresó contractualmente a Olimpo. 
Luego se produjo una transferencia fallida a Argentinos Juniors cuando el arquero se realizó los estudios médicos y arregló su vínculo con el equipo de La Paternal, pero el club finalmente decidió contratar a otro arquero. El entonces presidente del club, Luis Segura, indicó que "Ibáñez se hizo los estudios médicos, estuvo arreglando su contrato con nosotros y le dijimos que viaje a Bahía a gestionar su desvinculación con Olimpo. En el medio apareció la posibilidad de incorporar a Migliore y será Caruso quien decida a quién de los dos sumar. Será uno de los dos."
Al regresar a Olimpo de Bahía Blanca no tuvo lugar dado que el técnico Wálter Perazzo se había comprometido con los dos arqueros que habían logrado el ascenso a la Primera División en la temporada 2012-2013. A pesar de que tenía contrato con Olimpo hasta junio de 2014, Ibáñez quedó libre en enero de 2014. En febrero firmó con la SD Eibar de la Segunda División de España hasta junio de 2014.
En 2014 llegó al Club Atlético Lanús, donde fue suplente primero de Agustín Marchesín y luego de Fernando Monetti. Debutó en Lanús en octubre de 2014 y en el primer semestre de 2016 se consagró campeón del Campeonato de Primera División con el granate. El 14 de agosto de 2016 fue titular en el encuentro por la Copa Bicentenario, en el que Lanús venció a Racing Club por 1 a 0, consagrándose así campeón de esta copa. Tres días más tarde pasó a préstamo por un año al Club Atlético Temperley.
En julio de 2019 pasa a préstamo desde Lanús a Patronato sustituyendo al ídolo de Sebastián Bértoli, arquero por 16 años de la institución entrerriana. Ibáñez fue titular todo el campeonato sumando 24 partidos (23 por Superliga y 1 por Copa Superliga).
El 12 de agosto de 2020 se hizo oficial su llegada a Racing Club como segundo arquero luego de quedar libre en Patronato.
En enero de 2021 regresa a Patronato para conseguir más continuidad que en el conjunto entrerriano. Con el Rojinegro firmó contrato hasta el 31 de diciembre de 2022.
En enero de 2024 se oficializó la Llegada de Ibáñez a Unión La Calera luego de la salida de Omar Carabalí y Fernando Otarola, con el que firmó hasta 31 de diciembre de 2024.
En enero de 2025 se anunció su salida del club chileno, luego de perder el puesto como titular ante Jorge Peña.Días después, se oficializó la vuelta de Ibañez a Olimpo luego de 13 años para disputar el Torneo Federal A, tercera división de Argentina.

## Clubes
| Club                   | País      | Año       | PJ | Goles |
| ---------------------- | --------- | --------- | -- | ----- |
| Olimpo                 | Argentina | 2007-2012 | 30 | 0     |
| → San Lorenzo (cedido) | Argentina | 2012-2013 | 28 | 0     |
| Olimpo                 | Argentina | 2013      | 0  | 0     |
| S. D. Eibar            | España    | 2014      | 20 | 0     |
| Lanús                  | Argentina | 2014-2016 | 46 | 0     |
| → Temperley (cedido)   | Argentina | 2016-2018 | 25 | 0     |
| Lanús                  | Argentina | 2018-2019 | 10 | 0     |
| → Patronato (cedido)   | Argentina | 2019-2020 | 24 | 0     |
| Racing Club            | Argentina | 2020      | 5  | 0     |
| Patronato              | Argentina | 2021      | 14 | 0     |
| Colón                  | Argentina | 2022-2024 | 6  | 0     |
| Union La Calera        | Chile     | 2024      | 25 | 0     |
| Olimpo                 | Argentina | 2025-Act. | 0  | 0     |

## Palmarés

### Títulos nacionales
| Título           | Club  | País      | Año  |
| ---------------- | ----- | --------- | ---- |
| Primera División | Lanús | Argentina | 2016 |

### Copas nacionales
| Título            | Club  | País      | Año  |
| ----------------- | ----- | --------- | ---- |
| Copa Bicentenario | Lanús | Argentina | 2016 |